# Ageratum paleaceum
Ageratum paleaceum là một loài thực vật có hoa trong họ Cúc. Loài này được (Gay ex DC.) Hemsl. mô tả khoa học đầu tiên năm 1881.